# ميشيل ماكلين
ميشيل ماكلين (بالإنجليزية: Michelle McLean)‏ (من مواليد 31 يوليو 1972)، هي ممثلة وكاتبة وعارضة أزياء وحاملة لقب ملكة جمال ناميبيا ملكة جمال الكون عام 1992 في تايلاند. كانت ماكلين تبلغ من العمر 19 عامًا عندما توجت ملكة جمال الكون وأصبحت أول امرأة ناميبية تفوز باللقب. تم تتويج ماكلين ملكة جمال ناميبيا 1991 قبل ملكة جمال الكون، كما احتلت المركز الرابع في ملكة جمال العالم 1991.

## بدايتها
في سن الثالثة عشرة دخلت ميشيل ماكلين عالم العارضات الدوليات، وتوجت ملكة جمال ناميبيا في عام 1991 ووصلت إلى أعلى مستوى لها على الإطلاق باسم ملكة جمال الكون، التي توجت بها في بانكوك بتايلاند في عام 1992 عن عمر يناهز 19 عامًا.
عملت ميشيل ماكلين في 26 دولة منهم في أمريكا الجنوبية وآسيا. استضافت «أوبرا في الأهرامات»، ومسابقة «إم نت وجه أفريقيا» في غانا ومصر.
كمقدمة برامج تلفزيونية، تراوحت برامجها بين المجلات ونمط الحياة إلى الموسيقى والتجارة الإلكترونية لعرض بعض المنازل الأكثر أناقة في جنوب إفريقيا في قناتها الرئيسية الجديدة. وهي أيضًا واحدة من فناني التعليق الصوتي الرائدين في جنوب إفريقيا.
تقوم بحملات خيرية مثل«ميشيل ماكلين لثقة الأطفال» في ناميبيا الذي تم تأسيسه في عام 1992، ومدرسة ميشيل ماكلين الابتدائية في ناميبيا أيضًا، والتي تضم 890 طالبًا. كما أنها الوجه الحالي ل«لوكس لوشن». تشارك ميشيل في العديد من المشاريع التجارية، وعلى الأخص في سوق العقارات بصفتها مديرة لإحدى وكالات العقارات، وقد أطلقت أيضا مجموعة مجوهرات فاخرة.

## ملكة جمال العالم
قبل أن تصبح ملكة جمال الكون، شاركت ماكلين في مسابقة ملكة جمال العالم 1991، وفي المسابقة التمهيدية تعادلت في المركز الثاني بنتيجة 51 مع ملكة جمال جنوب إفريقيا خلف الفائزة النهائية نينيبث ليال الفنزويلية. انتهى بماكلين في النهاية في المراكز الخمسة الأولى.

## ملكة جمال الكون
في مسابقة ملكة جمال الكون عام 1992، احتلت المركز الثاني في المرحلة التمهيدية بنتيجة 9.147 خلف ممثلة فنزويلا كارولينا إيزاك التي فازت بجميع المسابقات التمهيدية الثلاث. ومع ذلك فازت على إيزاك وباولا تورباي من كولومبيا ومادوشري سابري من الهند في النهاية.

## الحياة بعد ملكة جمال الكون
لعبت ميشيل دورًا أساسيًا في جلب مسابقة ملكة جمال الكون إلى بلادها في عام 1995. تزوجت ميشيل من نيل بيرباوم وأنجبا ابنًا معًا وهو لوك ماكلين بيرباوم في عام 1999، ثم انفصلا في عام 2006. ميشيل متزوجة حاليًا من جاري بيلي.
في عام 2000، مولت ميشيل بناء مدرسة ميشيل ماكلين الابتدائية في عاصمة ناميبيا ويندهوك. تضم الآن أقل من 1000 طالب. وفي عام 2009 شاركت ميشيل في استضافة مسابقة ملكة جمال العالم التي أقيمت في جنوب إفريقيا.
ميشيل ماكلين هي شخصية إعلامية دولية معروفة ورائدة أعمال وفاعلة خير. بدأت حياتها المهنية في عرض الأزياء في سن 13 عامًا وفازت بلقب ملكة جمال الكون عام 1992 عن عمر يناهز 19 عامًا لناميبيا. من 1993 إلى 1994 بينما كانت تعيش في لوس أنجلوس، عملت ميشيل مع سال دانو (مدرب توم سيليك وكاري أوتيس).
بعد عودتها إلى جنوب إفريقيا أصبحت ميشيل مذيعة لـ «منيت» من 1995 إلى 2003 تستضيف وتقدم العديد من البرامج. .
في عام 1998، تم تكريم ميشيل من قبل دونالد ترامب مالكة منظمة ملكة جمال الكون ومنحتها جائزة الإنجاز مدى الحياة لعملها الخيري.
تزوجت ميشيل ماكلين وحارس مرمى مانشستر يونايتد السابق غاري بيلي في 9 مارس 2013.
انتقلت ميشيل من جنوب إفريقيا وتقيم الآن في فلوريدا بالولايات المتحدة الأمريكية.